# 霍圖爾·瓦爾加德森
霍圖爾·瓦爾加德森（1988年9月27日—）是一位冰島足球運動員。在場上的位置是後衛。他現在效力於瑞典足球超級聯賽球隊奧雷布洛體育俱樂部。他也代表冰島國家足球隊參賽。